# カサブランカの蕾
『カサブランカの蕾』（カサブランカのつぼみ）は、2017年5月26日にDOLCEから発売された18禁恋愛アドベンチャーゲームであり、同ブランドの第1作となる。

## あらすじ
成瀬イツキは椎名ユリの恋人として日常を過ごしていた。その影でとある事をきっかけに平山ミクと四條カナと関係を持ってしまう。

## 登場人物
成瀬 イツキ (なるせ いつき)
主人公。白波葉学園2年生。
写真を撮る事が好きで内向的な少年。
椎名 ユリ (しいな ゆり)
声：中家志穂
イツキの彼女。白波葉学園2年生。
優しく人当たりのいい女子。男子の中でひそかな人気がある。
四條 カナ (しじょう かな)
声：赤月ゆむ
白波葉学園2年生。
運動が大好きなノリのいい女子。
悪戯が好きで女性に免疫がないイツキにちょっかいを出すことが多い。
平山 ミク (ひらやま みく)
声：貴坂理緒
白波葉学園2年生。
おしとやかな性格で気品のある話し方をする。 夏休み前にイツキに告白されるが、とある理由から断っている。

## 開発

### キャスティング
四條 カナ役には赤月ゆむが起用された。この当時の赤月は駆け出しのフリーランスの声優であり、人脈構築のためにショップにて勤務していたところ、DOLCE代表のライブを手伝った縁で起用されたと赤月はアダルトゲーム雑誌「BugBug」による2024年のインタビューの中で振り返っている。赤月は自分と同じく明るく元気なキャラクターだったため演じやすかったと述懐している。

## 製作スタッフ
- 原画 -  しばいぬにき
- シナリオ - 垂花

## 主題歌
- オープニングテーマ「不完全Lover」
  - 歌：hana、作詞/作曲：mme
- エンディングテーマ「空恋（Summer memories Ver.）」
  - 歌：hana、作詞/作曲：mme